# Cantón Huaquillas
Cantón Huaquillas är en kanton i Ecuador.   Den ligger i provinsen El Oro, i den sydvästra delen av landet, 400 km sydväst om huvudstaden Quito. Antalet invånare är 47 706. Arean är 72 kvadratkilometer.
Terrängen i Cantón Huaquillas är mycket platt.